# Saint-Antoine, Cantal

Saint-Antoine este o comună în departamentul Cantal, Franța. În 1 ianuarie 2022 avea o populație de 85 de locuitori.